# George Konrad Crusius
George Konrad Crusius (auch: Georgius Conradus Crusius; * 14. Mai 1644 in Zutphen; † 31. März 1676 in Leiden) war ein niederländischer Rechtswissenschaftler.

## Leben
Der Sohn des Predigers Bernhard Crusius wurde am 11. Mai 1659  an der Universität Harderwijk immatrikuliert. Seine Studien setzte er an der Universität Utrecht, an der Universität Leiden und an der Universität Franeker fort. Nachdem er zum Doktor der Rechte promoviert hatte, wurde er 1669 Dozent an der juristischen Fakultät der Universität Leiden und am 15. Dezember 1670 Professor der Rechtswissenschaften. Die Grundlage seiner Berufung war die Schrift Ex variis observationibus quae ad Jus Civile pertinent, diatribe I: ex Juliani Libro XXX Digestorum. De scriptura et sententia cap. XL. Si paterfamilias ... De heredibus instituendis (Leiden 1669).
Als Hochschullehrer widmete er sich vor allem der historia externa des Corpus iuris civilis. Bewegungsmangel und ständige Überanstrengung führten zu seinem frühen Tod. Auf Initiative von Gerhard Noodt, wurde sein Vermächtnis in der Dissertatio ad constitutionem Divi Marci, de Curatoribus minorum quinque et viginti annis (Leiden 1712) veröffentlicht. Johann Friedrich Böckelmann (1632–1681) hielt seine Gedächtnisrede, die unter dem Titel Laudatio funebris viri clarissimi Georgii Conradi Crusii 1676 in Leiden veröffentlicht wurde.